# Loplop
Loplop é uma personagem semelhante a uma ave que aparece em impressões, quadros e colagens feitas pelo artista Max Ernst. Loplop tratava-se de um alterego que o autor desenvolveu.
Apareceu pela primeira vez nos romances de colagens La Femme 100 Têtes e Une Semaine de Bonté, no papel de narrador e comentador.
Loplop é também um personagem no romance de China Miéville, intitulado King Rat.
LopLop também podem ser conhecidos como soldados da rainha Mari.A realeza dos tempos modernos. Ela possui um exercito deles,porém os mais leais são : Pedin,A pedra,Saulo, O E.T, E por último mas não menos importante, Dodoria ( que é um LopLop muito hetero ).
VIDA LONGA A RAINHA MARI !
OBS: A RAINHA NÃO É CAPAZ DE AMAR !